# Сёренстам, Анника
Анни́ка Сёренстам-Макги́ (швед. Annika Sörenstam-McGee; 9 октября 1970, Бро, Швеция) — шведская гольфистка.

## Карьера
Анника начала свою профессиональную карьеру гольфистки в 1993 году.

## Личная жизнь
В 1997—2005 года Анника была замужем за актёром озвучивания Дэвидом Эшем (род.1950).
С 10 января 2009 года Анника замужем во второй раз за директором бренда «ANNIKA» Майком Макги. У супругов есть двое детей, дочь и сын — Ава Мэделин Макги (род.01.09.2009) и Уильям Николас Макги (род.21.03.2011).